# Kopong
Kopong è un villaggio del Distretto di Kweneng, in Botswana. Si trova a 25 km a nord della capitale Gaborone. La sua popolazione, di oltre 9.000 abitanti, fa sì che sia uno degli insediamenti più popolosi del distretto.